# François Morelli
François Morelli est un homme politique français né le 28 février 1833 à Bocognano (Corse) et mort le 29 mai 1892 à Marseille (Bouches-du-Rhône).
Directeur de la compagnie insulaire de navigation à vapeur, il est sénateur de la Corse de 1889 à 1892, inscrit au groupe de la Gauche républicaine.

## Source
- « François Morelli », dans le Dictionnaire des parlementaires français (1889-1940), sous la direction de Jean Jolly, PUF, 1960 [détail de l’édition]